# محمد أمين عالي باشا

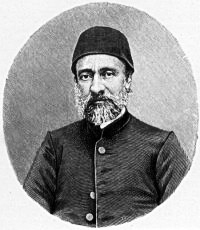
محمد أمين عالي باشا

محمد أمين عالي باشا (بالتركية الحديثة: Mehmed Emin Âli Paşa) ـ (5 مارس 1815 ـ 7 سبتمبر 1871) هو سياسي عثماني، كان المحرك الأساسي لفرمان الإصلاحات الذي صدر سنة 1856، وأحد السياسيين البارزين في الإصلاحات السياسية المعروفة باسم التنظيمات، التي شهدتها الدولة العثمانية في منتصف القرن التاسع عشر.
ولد في إسطنبول، وكان أبوه بائعًا. تمكن بفضل إجادته للغة الفرنسية من الالتحاق بالسلك الدبلوماسي العثماني في صدر شبابه، وذلك عندما عُين بدائرة الترجمة سنة 1833. شغل عالي منصب سكرتير السفارة العثمانية في فيينا، ثم تولى لفترة وجيزة منصب وزير الخارجية سنة 1840، ثم نُقل سفيرًا للدولة العثمانية في لندن (1841 ـ 1844)، ثم عاد وزيرًا للخارجية سنة 1846، في حكومة مصطفى رشيد باشا.
شغل محمد أمين عالي منصب الصدر الأعظم خمس مرات، وكان عالمًا ولغويًا وندًا قويًا لمعاصريه من سفراء الدول الأوروبية العظمى آنذاك في الدفاع عن مصالح بلاده. كان عالي سياسيًا إصلاحيًا رغم ما كان يتسم به من استبداد بالسلطة، طمح إلى تحويل الدولة العثمانية إلى دولة عصرية وسعى إلى ذلك طول فترة صدارته العظمى.
في سنة 1856، شهد محمد أمين عالي باشا ـ بصفته الصدر الأعظم للدولة العثمانية ـ عقد معاهدة باريس التي أنهت حرب القرم، ووقع على المعاهدة بصفته هذه.
توفي أمين عالي في إسطنبول في 7 سبتمبر 1871، بعد شهور من المرض.

## روابط خارجية
- محمد أمين عالي باشا على موقع الموسوعة البريطانية (الإنجليزية)